# Jim Stynes
James "Jim" Stynes (Dublin, 23 april 1966 – Melbourne, 20 maart 2012) was een Australisch Australianfootballspeler. Op 18-jarige leeftijd verhuisde de destijds Ierse Gaelic footballspeler naar Australië om daar Australian football te gaan spelen. Hij groeide tijdens zijn twaalf jaar durende carrière uit tot een van de meest succesvolle spelers in deze sport. 
Van 1987 tot en met 1998 speelde hij voor Melbourne Football Club. Hij speelde onder meer 244 opeenvolgende wedstrijden voor deze club, wat nog steeds een record is binnen de Australian Football League. Zijn succes bracht hem in 2003 een plaats binnen de Australian Football Hall of Fame op, en in 2007 kreeg hij van Elizabeth II van het Verenigd Koninkrijk de medaille van de Orde van Australië. Sinds 2008 was hij voorzitter van de Melbourne Football Club. Hij behield deze positie tot zijn overlijden in 2012 ten gevolge van kanker.